# Museo Clemente Rospigliosi
Il Museo Clemente Rospigliosi si trova a Pistoia nel Palazzo Rospigliosi di via Ripa del Sale. Qui è conservata una ricca collezione di opere d'arte comprendente oltre alla mobilia e suppellettili di pregio, una serie di quadri per la maggior parte del XVII secolo.

## Storia
Il Palazzo Rospigliosi, voluto da Giovan Battista Rospigliosi detto Bati (1511-1566) fu costruito tra la metà del Cinquecento e i primi del Seicento. Sorge su edifici preesistenti, quali le case torri della famiglia Dondori e un palazzo trecentesco di proprietà (forse) della famiglia dei Tebertelli (dopo il restauro degli anni venti la facciata mostra tracce delle origini dell'edificio). 
Nell'appartamento sembra abbia soggiornato per un breve periodo il cardinale pistoiese Giulio Rospigliosi prima di diventare papa con il nome Clemente IX.
Il palazzo fu lasciato alla Cattedrale di Pistoia nel 1981 dall'ultimo discendente, Clemente, con l'onere di destinare perpetuamente a museo l'appartamento situato al primo piano e denominato "di papa Clemente IX".

## Descrizione
Al museo si accede da uno scalone d'onore e dopo aver varcato un cancello in ferro battuto. Al piano terra si trova un'esposizione permanente detta "Museo del ricamo". Alla fine degli appartamenti monumentali ha inoltre sede il Museo diocesano, comprendete opere provenienti da chiese della zona (soprattutto dipinti, oreficerie, parati, oggetti liturgici e codici miniati) e una nutrita sezione di arte dell'estremo oriente.

### Salone d'ingresso
L'arredamento è costituito da:
- una cassapanca con dossale in legno di noce dell'inizio del secolo XVI (artigianato toscano);
- un tavolo in legno di noce inizio XVII secolo di artigianato parmense.
- una serie di quattro seggioloni di artigianato toscano in legno di noce intagliato del secolo XVII.
- un armadio in legno di noce di artigianato emiliano del XVII secolo.
- un lampadario in ferro battuto a diciotto luci di manifattura toscana (sec. XX).
- un portafucili a sei posti del sec. XVIII comprende: sei armi da fuoco di cui cinque archibusi a focile e due a percussione a fabbricazione pistoiese del secolo XVIII. Un fucile da fanteria in acciaio, ferro, legno di noce metà sec. XIX  è attribuito a manifattura tedesca.
- sei quadri (olio su tela) di Giacinto Gimignani.
- altri quadri di scuola toscana e romana.
- ritratto in marmo di Clemente IX di scuola romana del secolo XVII proveniente dalla Villa di Spicchio di Lamporecchio.
- ritratti in marmo di Giuseppe Rospigliosi e di altri membri della famiglia anch'essi provenienti dalla Villa di Spicchio.

### Salotto dei quadri
- otto dipinti di Giacinto Gimignani.
- L'adorazione dei pastori opera del figlio Ludovico Gimignani.
- Lot e le figlie e Betsabea al bagno tele a olio di Felice Ficherelli detto Il Riposo (metà XVII secolo)
- Guerriero morente assistito dalla fede olio su tela di Jacopo Vignali (metà XVII secolo).
- una teca con flauti:
  - Oboe di Giovanni Maria Anciuti con pezzi superiori di Carlo Palanca del 1725 con chiavi di ottone
  - Flauto traverso di Carlo Palanca del XVIII secolo, legno di bosso, tappo d'avorio, manicotti di osso intagliato, chiave d'argento.
  - flauto traverso di Jean Hyacinthe Rottenburgh del XVIII secolo legno di bosso scurito, manicotto d'avorio, chiave d'argento
  - flauto traverso d'amore, Isotta XVIII secolo, legno di ciliegio, chiave d'ottone[1].
- una consolle con piano in ceramica con base in legno intagliato e dorato.
- un divano e quattro poltrone ed una serie di due tavolini e poltroncine.

### Salotto d'angolo
- un grande ritratto di Clemente IX attribuito a un seguace di Carlo Maratta. Il quadro è inserito in una grande cornice di manifattura toscana in legno intagliato e dorato (secoli XVII-XVIII)
- Betsabea olio su tela di Sebastiano Vini.
- Erminia  tra i pastori olio su tela di Lorenzo Lippi (1660 circa)
- ciotole e vasi di manifattura cinese (secoli XVIII-XIX).
- una grande specchiera del secolo XIX.
- stipo in ebano e avorio di artigianato toscano di fine XVI secolo.

### Camera del Baldacchino
- un grande letto a baldacchino di artigianato toscano (secolo XVII) in damasco rosso, granturco e ferro.
- acquasantiera raffigurante Santa Monaca con bambin Gesù di artigianato toscano di fine XVII secolo in argento sbalzato e legno intagliato e dorato.
- crocifisso di scuola toscana (fine XVII secolo), in avorio su legno.
- tre tele a olio di Giacinto Gimignani (metà secolo XVII).

### Ultima sala
- sette tele a olio di Giacinto Gimignani (metà secolo XVII).
- tre panche dipinte con vedute e stemma di famiglia di artigianato toscano in legno intagliato e dipinto (secolo XVIII).
- tavolino con piano di scagliola di manifattura toscana con base in legno di noce (secoli XVII-XIX)